# Champlat-et-Boujacourt

Champlat-et-Boujacourt este o comună în departamentul Marne, Franța. În 2009 avea o populație de 145 de locuitori.